# 11942 Guettard
11942 Guettard è un asteroide della fascia principale. Scoperto nel 1993, presenta un'orbita caratterizzata da un semiasse maggiore pari a 2,8731147 UA e da un'eccentricità di 0,0590107, inclinata di 0,79905° rispetto all'eclittica.